# Pamela Adlon
Pamela Fionna Adlon (Albany, Nueva York, 9 de julio de 1966) es una actriz, actriz de voz, guionista y productora de televisión estadounidense.

## Carrera
Aportó la voz para el personaje de Bobby Hill en la serie animada King of the Hill (1997–2010), por la cual ganó un Premio Emmy. También se encargó de aportar la voz para el personaje de Ashley Spinelli en la serie de animación Recess (1997–2003) y para el personaje principal en la serie de videojuegos Pajama Sam. Adlon también es reconocida por interpretar a Dolores en la película musical Grease 2 (1982) y por sus roles en las series de comedia Californication (2007–2014) y Louie (2010–2015), en la cual se desempeñó como guionista y productora. Su trabajo en Louie le valió cuatro nominaciones a los premios Primetime Emmy.
Adlon interpreta a Sam Fox en la serie Better Things (2016–presente), de la cual es creadora, productora y guionista. La serie ganó un premio Peabody y ella fue nominada a un premio Primetime Emmy en la categoría a mejor actriz en una serie de comedia.

## Filmografía

### Cine y televisión
| Título                                   | Año       | Rol                   | Notas                       |
| ---------------------------------------- | --------- | --------------------- | --------------------------- |
| Grease 2                                 | 1982      | Dolores Rebchuck      |                             |
| Bad Manners                              | 1984      |                       |                             |
| Willy/Milly                              | 1986      |                       |                             |
| Say Anything...                          | 1989      | Rebecca               |                             |
| Majo no Takkyūbin                        | 1989      | Ket                   |                             |
| After Midnight                           | 1989      | Cheryl                | Segmento: "Allison's Story" |
| The Gate II: Trespassers                 | 1990      | Liz                   |                             |
| The Adventures of Ford Fairlane          | 1990      | Pussycat              |                             |
| FernGully: Las Aventuras de Zak y Crysta | 1992      | Hada                  |                             |
| Bed of Roses                             | 1996      | Kim                   |                             |
| Sgt. Bilko                               | 1996      | Raquel Barbella       |                             |
| Father Frost                             | 1996      | Marphuska             |                             |
| Two Guys Talkin' About Girls             | 1996      | Tracy                 |                             |
| Plump Fiction                            | 1997      | Vallory Cox           |                             |
| La princesa Mononoke                     | 1997      | Voces adicionales     |                             |
| Eat Your Heart Out                       | 1997      | Samantha              |                             |
| Some Girl                                | 1998      | Jenn                  |                             |
| Waiting for Woody                        | 1998      |                       | Corto                       |
| Dirk and Betty                           | 2000      | Daisy                 |                             |
| Vampire Hunter D: Bloodlust              | 2000      | Leila                 |                             |
| Gen¹³                                    | 2000      | Voces adicionales     |                             |
| Recess: School's Out                     | 2001      | Ashley Spinelli       |                             |
| The Trumpet of the Swan                  | 2001      | A.G. Skinner          |                             |
| Net Worth                                | 2001      |                       |                             |
| The Animatrix                            | 2003      | Jue, Manabu           |                             |
| Brother Bear                             | 2003      | Voces adicionales     |                             |
| Teacher's Pet                            | 2004      | Trevor, Taylor, Tyler |                             |
| Lucky 13                                 | 2005      |                       |                             |
| Californication                          | 2007-2014 |                       |                             |
| Tinker Bell                              | 2008      | Vidia                 |                             |
| Tinker Bell and the Lost Treasure        | 2009      | Vidia                 |                             |
| Tinker Bell and the Great Fairy Rescue   | 2010      | Vidia                 |                             |
| Conception                               | 2011      | Tay                   |                             |
| Secret of the Wings                      | 2012      | Vidia                 |                             |
| Dino Time                                | 2012      | Ernie Fitzpatrick     |                             |
| 9 Full Moons                             | 2013      | Rachel Stevens        |                             |
| I Know That Voice                        | 2013      | Ella misma            | Documental                  |
| Pixie Hollow Bake Off                    | 2013      | Vidia                 | Corto                       |
| Tinker Bell: The Pirate Fairy            | 2014      | Vidia                 |                             |
| First Girl I Loved                       | 2016      | Sharon                |                             |
| Better Things                            | 2016      | Sam Fox               |                             |
| Best Fiends: Visit Minutia               | 2017      | Hank                  |                             |
| I Love You, Daddy                        | 2017      | Maggie                |                             |
| Bumblebee                                | 2018      | Sally Watson          |                             |
| Holler                                   | 2020      | Rhonda                |                             |
| Babes                                    | 2024      | N/A                   | Directora                   |